# That Night (chanson)
Pour les articles homonymes, voir That Night.
Chansons représentant la Lettonie au Concours Eurovision de la chanson
Funny Girl
(2018) Still Breathing
(2020)
That Night (« Cette nuit ») est une chanson du duo letton Carousel. Elle a remporté la pré-sélection lettonne Supernova 2019 et a donc représenté par conséquent la Lettonie au Concours Eurovision de la chanson 2019 se déroulant à Tel-Aviv en Israël.

## À l'Eurovision

### Sélection
Le 16 février 2019, la chanson That Night de Carousel est sélectionnée pour représenter la Lettonie au Concours Eurovision de la chanson 2019 ayant remporté la finale nationale lettone Supernova 2019.

### À Tel-Aviv
Elle est intégralement interprétée en anglais, et non en letton, le choix de la langue étant libre depuis 1999.
Elle est interprétée lors de la première moitié de la seconde demi-finale et se place 15e avec 50 points ne la qualifiant pas pour la finale.